# Махуа-Дабар
Махуа-Дабар — ныне несуществующий небольшой город в округе Басти индийского штата Уттар-Прадеш (историческая область Ауд). Был разрушен британскими колонизаторами во время восстания в Индии 1857 года.

## История
Согласно местной легенде, город был частично заселен бенгальскими текстильщиками, которые прятались там от британских преследований в 1830-х годах. В то время англичане якобы калечили квалифицированных рабочих, отрубая им большие пальцы рук, что лишало их возможности работать. Однако нет никаких исторических свидетельств этого события, и большинство академических историков полагают, что этот миф возник либо в результате адаптации истории об Экалавье в «Махабхарате», либо из ошибочной цитаты из современного британского источника, сообщающего, что иногда бенгальские рабочие сами наносили себе травмы, чтобы расторгнуть трудовой договор с британцами.
Одним из мотивов британцев было устранить бенгальское текстильное производство, чтобы учредить британскую монополию на импорт фабричных продуктов из тканей. Монополия обеспечила Великобритании увеличение прибыли Ост-Индской компании в 1830-х годах.
То же самое произошло и после неудавшегося восстания в 1857 году. Хлопок, выращенный индийцами, экспортировался в Великобританию по низкой цене, а британские ткани импортировались и продавались индийцам по высокой цене.
В марте — апреле во время восстания в Индии 1857 года жители Махуа-Дабара перехватили лодку с шестью британскими солдатами, окружили и убили их. 20 июня 1857 года британская 12-я нерегулярная кавалерия окружила город, перебила всех жителей и подожгла дома. Город был стерт с лица земли, а на земле, где он стоял, разрешалось вести только сельскохозяйственные работы. В результате регулярного возделывания земли были уничтожены все развалины разрушенного города. Махуа-Дабар, город с населением 5000 человек, полностью исчез из исторических и географических источников.
В 1994 году Мохаммад Абдул Латиф Ансари, правнук одного из выживших, которому удалось сбежать из Махуа-Дабара до того, как британцы его окружили и начали добивать всех выживших, начал искать место, где мог ранее располагаться город. Тогдашний глава округа Басти Р. Н. Трипати создал комитет историков из Университета Лакхнау; и после 13 лет исследований была найдена карта 1831 года, на которой был отмечен Махуа-Дабар.
На всех картах, созданных после 1857 года, этот район обозначается как сельскохозяйственные угодья.
С 3 июля 2011 года Джагдамбик Пал и другие члены нижней палаты в парламенте Индии открыли Мемориальную доску городу Махуа-Дабар.